# حاجی‌آباد (فارسان)
حاجی‌آباد (فارسان)، روستایی از توابع بخش باباحیدر شهرستان فارسان در استان چهارمحال و بختیاری ایران است.زبان اصلی مردم روستا لری با لهجه بختیاری .

## جمعیت
این روستا در دهستان سراب بالا قرار دارد و براساس سرشماری مرکز آمار ایران در سال ۱۳۸۵، جمعیت آ۵.۰۰۲ نفر (۱۳خانوار) بوده‌است.